# Urananreicherungsanlage Gronau

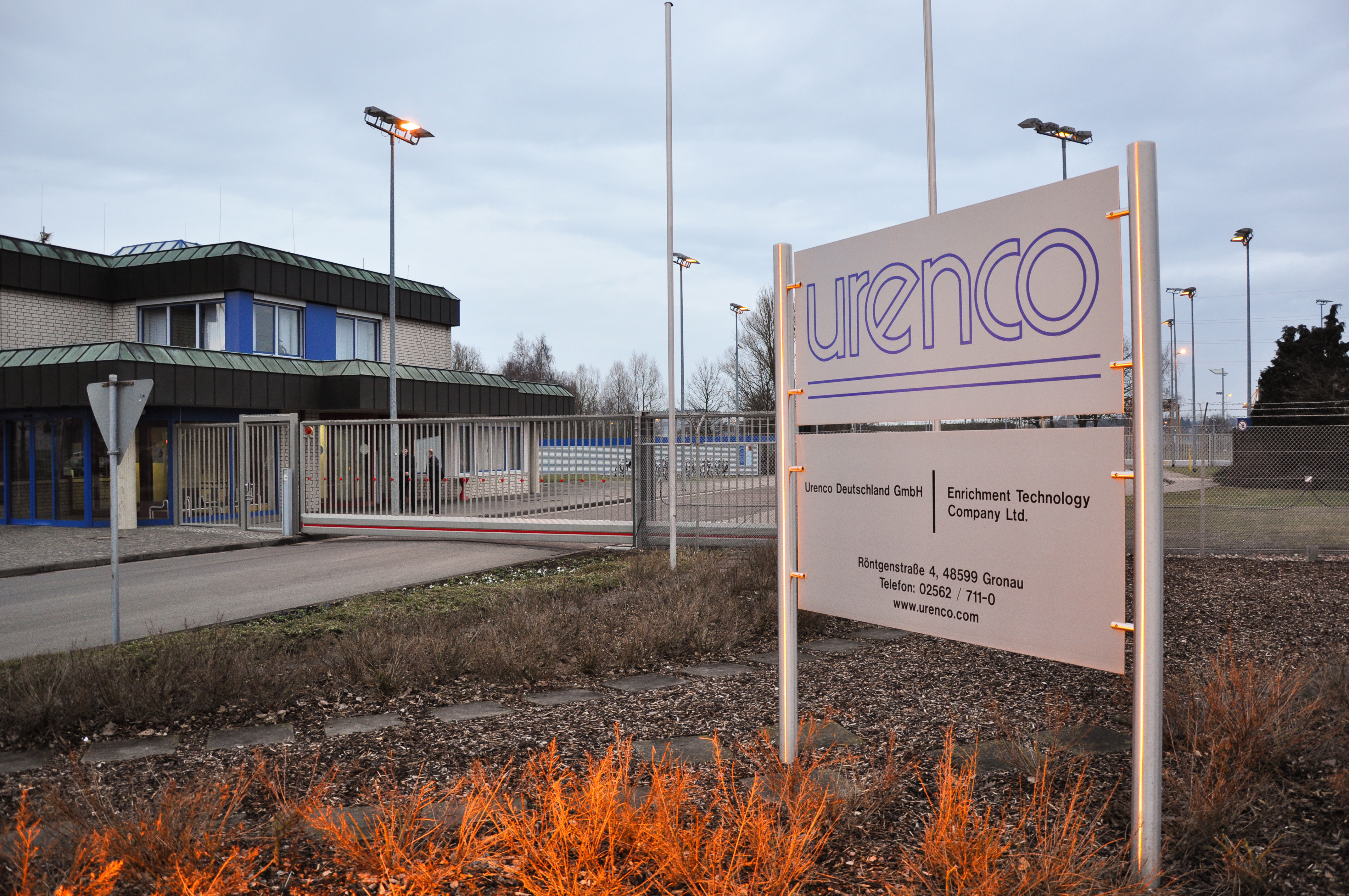
Eingangstor der Urananreicherungsanlage der Firma Urenco in Gronau

Die Urananreicherungsanlage Gronau ist die einzige kommerzielle Urananreicherungsanlage in Deutschland. Mittels Gaszentrifugenverfahren wird Uranhexafluorid zur Verwendung als Kernbrennstoff in Kernkraftwerken angereichert. Die Anlage gehört zur britischen Urenco-Gruppe. Die nach § 7 des Atomgesetzes genehmigungspflichtige Anlage befindet sich etwa 3,5 Kilometer östlich von Gronau (Westf.).

## Betreiber und Eigentümer der Anlage

### Aktuelle Situation
Betreiber der Anlage ist die URENCO Deutschland GmbH, ihr Eigentümer ist die URENCO Ltd. mit Sitz in Großbritannien. „Urenco“ ist das Akronym von „Uranium Enrichment Company“. Eigentümer der URENCO Ltd. ist zu je 1/3 der britische, niederländische und deutsche Staat, die deutschen Interessen vertritt die Firma URANIT GmbH mit Sitz in Jülich. Die URANIT gehört heute je zur Hälfte der E.ON Kernkraft GmbH und der RWE Power AG, an der Gründung waren die damalige PreussenElektra AG und die RWE-Tochter Nukem GmbH mit jeweils 37,5 Prozent sowie die Hoechst AG mit 25 Prozent beteiligt.
E.ON und RWE, sowie der britische und der niederländische Staat wollten sich um das Jahr 2011 aus der Beteiligung an der URENCO zurückziehen und planten einen Verkauf ihrer Anteile über die Börse, was das Unternehmen in eine börsennotierte Aktiengesellschaft umgewandelt hätte. Insbesondere die Ziele des englisch-deutsch-niederländischen Staatsvertrages von Almelo zur nuklearen Nichtverbreitung und Sicherung der Urananreicherungstechnologie wären nach Aussage der Bundesregierung damit nicht mehr durchsetzbar und die Möglichkeit eines Börsengangs wurde ab Mitte 2016 nicht weiter verfolgt.
Am Standort Gronau werden etwa 286 Angestellte beschäftigt, mit Beteiligungsgesellschaften etwa 300, der Jahresabschluss 2022 der URENCO Deutschland GmbH Gronau nennt 159 Stellen (in den Bereichen Produktion und Technik, Überwachung: 38, Logistik: 21, Verwaltung: 34) sowie 12 Auszubildende. Der Umsatz lag 2022 bei 408 Mio. Euro, das Stammkapital beträgt 56,25 Mio. Euro.

### Historische Entwicklung
Die drei Urenco-Gesellschafter betrieben ihre Urananreicherungsanlagen (Almelo, Capenhurst und Gronau) zunächst in eigener Verantwortung. Basierend auf dem englisch-deutsch-niedlerländischen Staatsvertrag von Almelo (1970) zur Förderung von Forschung und Entwicklung der Urananreicherung durch Gaszentrifugentechnologie sowie zur Verhinderung der Nutzung zu militärischen Zwecken wurde 1971 von den Regierungen von Großbritannien, der Niederlande und Deutschland die „Urenco Ltd“ für Marketing- und Koordinationsaufgaben gegründet. Erst 1993 wurde daraus eine Holding, in die die Gesellschafter ihre drei Anreicherungsbetriebe einbrachten und die auch die Beteiligungen an der Centec GmbH übernahm. Diese erforscht, entwickelt und baut die Uranzentrifugen für die Urananreicherung und baut zudem auch die dafür nötigen Urananreicherungsanlagen. Die niederländischen und britischen Gesellschafter der Centec waren identisch mit denen der URENCO, während der deutsche Anteil von der Gesellschaft für nukleare Verfahrenstechnik mbH in Bergisch Gladbach gehalten wurde, die jeweils zur Hälfte der zu Siemens gehörenden Interatom (tätig im Kernreaktorenbau) und dem Maschinenbaukonzern MAN gehörte.
An der Centec-Nachfolgerin Enrichment Technology Company Ltd (ETC) beteiligte sich 2006 der französische Atomkonzern Areva (heute: Orano) zu 50 %, womit nachträglich Frankreich in den Almelo-Vertrag mit einbezogen wurde. Bereits 1992 wurden die USA in den Kreis der ursprünglichen Almelo-Staaten durch den Vertrag „über die Errichtung, den Bau und den Betrieb einer Urananreicherungsanlage in den Vereinigten Staaten von Amerika“ aufgenommen.
Die Betriebe der URENCO und ETC werden in Deutschland regelmäßig durch EURATOM und die Internationale Atomenergie-Organisation (IAEO) im Rahmen von im Nichtverbreitungsvertrag (NVV) und im EURATOM-Vertrag festgelegten Überwachungsmaßnahmen (Safeguards) kontrolliert. Nationale Zuständigkeiten bestehen für den Rahmen dieser Kontrollen und liegen im Wesentlichen bei dem Bundesministerium für Wirtschaft und Energie.

## Vorbereitung, Produktionsbeginn, Anlagenerweiterung

### Vorgeschichte
Seit den 1960er Jahren fand Forschung und Entwicklung im Bereich der Urananreicherung bereits durch das staatliche Kernforschungszentrum Jülich statt, bevor dieser Bereich an die private Uran-Isotopentrennungs-Gesellschaft mbH (URANIT) in Jülich übertragen wurde, deren Gründungsgesellschafter die Gelsenberg AG und Nukem GmbH waren. Es flossen zur Erforschung und Entwicklung der Gasultrazentrifugen sowie den Aufbau einer eigenen Urananreicherung in den 1970er- und 1980er-Jahren allein für die URANIT GmbH etwa 610 Mio. DM. Die URANIT GmbH erhielt zusätzlich das deutsche Drittel der 1971 gegründeten Urananreicherungsfirma URENCO Deutschland übertragen und war damit einer ihrer Gründerfirmen. Außerdem übernahm die URANIT GmbH aufgrund eines Vertrages mit der Bundesrepublik Deutschland, vertreten durch das Bundesministerium für Forschung und Technologie, im Jahr 1987 das Vermögen der Gesellschaft für Kernverfahrenstechnik mbH (GKT) vom Bund zum (nicht bekanntgegebenen) Buchwert per 31. Dezember 1985. Die GKT wurde durch den Bund in den 1960er-Jahren als bundeseigene Gesellschaft zur Forschung und Entwicklung auf dem Gebiet der Urananreicherung gegründet, Know-how und Personal wurde damals für ca. 5 Mio. DM von der Firma Degussa eingekauft.
Erste Pläne für ein „Atomenergiezentrum“ nahe der niederländischen Grenze waren bereits 1976 bekannt geworden, in der Auswahl befanden sich als Standort für eine Urananreicherungsanlage zunächst über 100 Orte, unter den zuletzt 11 Orten in der engeren Wahl auch Gronau und Ahaus. Die Entscheidung fiel schließlich auf Gronau, das sich Steuereinnahmen in Millionenhöhe, Bau- und Zulieferaufträge für die regionale Wirtschaft und 250 zusätzliche qualifizierte Arbeitsplätze erhoffte, nachdem sich die Ära der Textilindustrie in Gronau dem Ende zuneigte (1980/1981 Konkurs des van-Delden-Konzerns). Die Standortvorteile aus Sicht des künftigen Anlagenbetreibers URANIT GmbH: Das Gebiet ist dünn besiedelt, liegt verkehrsgünstig und von der vornehmlich katholisch und konservativ eingestellten Bevölkerung ist Protest gegen die Anlage nicht zu erwarten.
Am 9. März 1978 wurde von der URANIT GmbH eine Genehmigung für den Uraneinreicherungsbetrieb mit einer Kapazität von 1.000 t Urantrennarbeit (UTA) pro Jahr beantragt und gleichzeitig die Eignung des Standortes für eine Kapazität von 5.000 t UTA/Jahr untersucht. Am 6. Dezember 1978 stimmte der Rat der Stadt Gronau unter Bürgermeister Bruno Jäkel (SPD) mit 42:1 Stimmen der Ansiedlung einer Urananreicherungsanlage (UAA) zu und schloss am 29. März 1979 den Ansiedelungsvertrag mit der URANIT GmbH, der zunächst den Aufbau eines Zentrifugemontagewerkes und später den einer Urananreicherungsanlage mit der zuvor beantragten maximalen Anlagenkapazität von 1.000 t UTA/Jahr vorsah. An den insgesamt von der URANIT veranschlagten Investitionen in Höhe von 1 Mrd. DM (davon alleine für den 1. Bauabschnitt für 400 t UTA/Jahr 600 Mio. DM) wollte sich die Stadt mit 10 Mio. DM beteiligen, obwohl sie zu diesem Zeitpunkt selbst mit 80 Mio. verschuldet war. Darin enthalten waren etwa 15 Mio. DM für Erschließungskosten und Grundstückskäufe für die 96 ha des Geländes im Bebauungsplan 78/79, davon 16 ha für das Zentrifugenmontagewerk und 60 ha für die Urananreicherungsanlage. Das Land Nordrhein-Westfalen hat zusätzlich 32 Mio. DM investiert.
Die URANIT GmbH wollte die Anlage möglichst schnell errichten, um eine gegebene Lieferzusage für Kernbrennstoff an Brasilien einhalten zu können, nachdem die zunächst vorgesehene Belieferung mit angereichertem Uran aus der englisch-niederländisch-deutschen Gemeinschaftsanlage im niederländischen Almelo nicht zustande kam.
Nach der öffentlichen Auslegung der Antragsunterlagen fand am 12. und 13. Mai 1981 ein Erörterungstermin in Gronau statt, an dem über die ca. 7.000 Einsprüche (davon ca. 3.000 aus den Niederlanden) gegen den Bau der Anlage beraten wurde.

### Genehmigungserteilungen, Bau- und Betriebsbeginn
Am 31. Dezember 1981 wurde die 1. Teilgenehmigung zur Erzeugung von Kernbrennstoff vom nordrhein-westfälischen Wirtschaftsministerium als atomrechtliche Genehmigungs- und Aufsichtsbehörde erteilt und im Februar 1982 öffentlich ausgelegt. In der Teilgenehmigung wurde davon ausgegangen, dass der Standort für eine Kapazität von 5.000 t Urantrennarbeit (UTA) pro Jahr geplant ist. Im April 1982 begannen erste Bau- und Erschließungsmaßnahmen auf dem Gelände. Die Nutzung des Standortes Gronau begann zunächst mit der Errichtung eines Montagewerks für die benötigten Spezial-Zentrifugen, die von der CENTEC – Gesellschaft für Centrifugentechnik mbH entwickelt und von der M.A.N. Uranit Gronau GmbH installationsfertig geliefert wurden. Die offizielle Grundsteinlegung durch den damaligen Bundesforschungsminister von Bülow erfolgte am 23. September 1982, so dass im Oktober 1982 mit dem Bau der ersten von 100.000 benötigten Zentrifugen begonnen werden konnte.
Die 2. Teilgenehmigung erfolgte 1983, die 3. zum Betrieb mit 400 t UTA/Jahr im Juli 1984. Am 15. April 1985 erfolgte der Betriebsbeginn, am 15. August 1985 der Produktionsbeginn der Anlage. Am 12. Juni 1986 erfolgte durch Bundesforschungsminister Riesenhuber die offizielle Einweihung der Anlage, anlässlich derer rund 300 Menschen demonstrierten und die Polizei Tränengas einsetze und eine Person festnahm.
Bis 1983 wurde der URANIT GmbH als Beitrag zur Finanzierung von Urananreicherungsanlagen ein rückzahlbarer Zuschuss in Höhe von 338 Mio. DM gezahlt (nur rund 110 Mio. DM wurden zurückgezahlt) sowie ca. 49 Mio. DM für die Entwicklung des Standortes Gronau im Rahmen der Unterstützung von Regionen mit hoher Arbeitslosigkeit. Die Entwicklung der Anreicherung mittels Gaszentrifugenverfahren sowie Aufbau und Betrieb von Anreicherungsaktivitäten im Rahmen des völkerrechtlichen Vertrages von Almelo wurden zwischen 1970 und 1992 mit ca. 1,16 Milliarden DM öffentlicher Mittel gefördert.

### Produktionsbeginn und Erweiterungen der Anlage

#### Produktionsbeginn als „UTA-1“
Die Urananreicherungsanlage Gronau ging am 15. August 1985 als „UTA-1“ („Uran-Trennanlage 1“) in Betrieb. Bereits ab Januar 1986 hatte der weitere Ausbau der Anlage von 400 auf 1.000 t Urantrennarbeit pro Jahr begonnen, am 19. April 1989 folgte die entsprechende Ausbaugenehmigung. Die erlaubten Jahresmengen an UTA wurden durch die Genehmigungsergänzung 1991 und Neugenehmigung 1994 (5. Teilgenehmigung) auf 1.000 t UTA/Jahr erhöht. Ende 1994 haben Urenceo und URANIT den Antrag auf eine Änderungsgenehmigung zur Erhöhung der Anreicherungskapazität auf 1.800 t UTA/Jahr gestellt, was am 4. November 1997 vom nordrhein-westfälischen Wirtschaftsministerium trotz über 8.000 Einwendungen genehmigt wurde.
1998 erreichte die Anlage die geplante jährliche Leistung von 1.000 Tonnen UTA, die bis zum Jahr 2005 auf 1.800 t gesteigert wurde. Nach Angaben von URENCO wurden bis zu diesem Ausbaustadium der Anlage 800 Mio. Euro aufgewendet. Für den Ausbau der Anlage auf 4.500 t UTA/Jahr wurde am 22. September 1998 der Antrag nach § 7 Atomgesetz gestellt. 1999 hat das nordrhein-westfälische Wirtschaftsministerium den Bau einer zweiten Urantrennhalle für die UAG genehmigt, 2001 die Lagerung von zusätzlichen 2.500 t UF6 Feed entweder im Feed- oder Tails-Lager.

#### Erweiterung der Anlage um „UTA-2“
Im Mai 2002 wurden Behörden, Gemeinden und Naturschutzverbände von URENCO an der Antragskonferenz beteiligt, um die anlässlich der Umweltverträglichkeitsprüfung der neuen Anlage vorzulegenden Unterlagen zu besprechen, die zum Antrag auf Kapazitätserweiterung um 2.700 auf dann insgesamt 4.500 t UTA/Jahr mit einem maximalen Anreicherungsgrad von 6% Uran235 notwendig waren. Diese Kapazität entspricht nahezu dem bereits bei der Planung der UAG vorgesehenen Maximalausbau auf 5.000 t UTA/Jahr. 2004 genehmigte die rot-grüne Landesregierung den Betrieb der vergrößerten Anlage, begleitet von etwa 7.000 Einsprüchen.
Am 14. Februar 2005 erfolgte die Genehmigung zur Erweiterung des Betriebsgeländes und zum Bau der „UTA-2“ mit einer geplanten, zusätzlichen jährlichen Kapazität von 2.700 Tonnen Urantrennarbeit. Die UTA-2 besteht aus fünf modular aufgebauten Betriebseinheiten. Baubeginn war im Sommer 2005, die veranschlagten Kosten lagen bei etwa 800 Mio. Euro. Am 9. Juni 2008 ging die erste Kaskade der ersten Betriebseinheit in den Testbetrieb. Die letzte Kaskade der UTA-2 wurde im Herbst 2011 in Betrieb genommen. Die technische Ausführung der eigentlichen Trennanlage unterliegt den Geheimschutzbedingungen in der Wirtschaft. Allein mit der Trennarbeitskapazität der UTA-2 von annähernd 2.700 Tonnen ist theoretisch die Versorgung von 21 großen Kernkraftwerken möglich.
Dazu mussten die maximal zulässigen Aktivitätsableitungen und -abgaben radioaktiver Stoffe aus den Kaminen, Dächern und aus den Freilägern an die Umwelt über Luft und Wasser gegenüber der älteren Genehmigung für den gesamten Standort neu beantragt werden. Sie enthalten für die Ableitung und Abgaben von α-/β-Aktivität aus Gebäuden mit der Luft eine Erhöhung um 4 %, mit dem Wasser aus Gebäuden und den UF6-Freilägern eine Steigerung um 90 % sowie von Radon eine Verdopplung der Werte. Mit anlagenbedingter γ-Strahlung muss im Lager für wiederangereichertes Uran gerechnet werden.
Auf dem Betriebsgelände befindet sich auch ein Besucher-Informationszentrum. Es werden kostenlose Betriebsbesichtigungen für Gruppen ab 5 Personen angeboten, während derer das Fotografieren sowie die Nutzung von Handys untersagt ist und aufgrund von möglichen Sicherheitsüberprüfungen ist von Besuchern, die mindestens 18 Jahre sein müssen, der Personalausweis oder Reisepass bereitzuhalten.
| Teil-/Änderungsgenehmigung | Jahr | Inhalt |  |
| -------------------------- | ---- | --- |  |
| 1. TG                      | 1981 | Standortfestlegung 1000 t UTA/Jahr-Anlage, Gebäudeerrichtung 1. Bauabschnitt 400 t UTA/Jahr-Anlage                                       |  |
| 1. TG Ergänzung            | 1983 | Errichtung betriebstechnischer Anlagen des 1. Bauabschnittes                                                                             |  |
| 2. TG                      | 1984 | Errichtung verfahrenstechnischer Anlagen des 1. Bauabschnittes                                                                           |  |
| 3. TG                      | 1985 | Betrieb mit 400 t UTA/Jahr Anreicherungskapazität                                                                                        |  |
| 4. TG                      | 1989 | Errichtung Anlagenteile zur Erhöhung der Anreicherungskapazität auf 1000 t UTA/Jahr (2. Bauabschnitt)                                    |  |
| 3. TG Ergänzung            | 1991 | Betrieb mit 530 t UTA/Jahr Anreicherungskapazität                                                                                        |  |
| 5. TG                      | 1994 | Betrieb mit 1000 t UTA/Jahr Anreicherungskapazität                                                                                       |  |
| 6./7.                      | 2005 | Errichtung und Betrieb der Erweiterung auf 4.500 t UTA/Jahr (UAG-2) inkl. Errichtung Uranoxid-Lager und Anreicherung auf bis zu 6 % 235U |  |
| 7. Änderung 1              | 1997 | Errichtung und Betrieb Erweiterung auf 1.800 t UTA/Jahr Anreicherungskapazität                                                           |  |
| 7. Änderung 2              | 1998 | Errichtung und Betrieb Trennhallen 7/8 bei unveränderter Anreicherungskapazität von 1.800 t UTA/Jahr                                     |  |
| 7. Änderung 3              | 2001 | Lagerung von 2.500 t Feed anstelle von Tails im Freilager, Festlegung Anforderungen für Abgabe von Stoffen mit geringfügiger Aktivität   |  |
| 7. Änderung 4              | 2003 | Errichtung und Betrieb zweiter Übergabestation (UE-2)                                                                                    |  |

## Uran-Anreicherung

### Ausgangszustand
Das in der Natur vorkommende Uranerz besteht im Wesentlichen aus dem industriell bedeutungslosen Uran238. Um daraus Brennelemente für Atomkraftwerke herzustellen, muss das enthaltene Uran235 herausgelöst und isoliert werden. Dazu wird das Uranerz in der Urankonversion zunächst zu Uranhexafluorid (UF6) weiterverarbeitet. Das in Gronau angelieferte Uranhexafluorid stammt einerseits aus dem Abbau von Uranvorkommen und andererseits aus wiederangereichertem Uran (Tails) der staatseigenen russischen Firma TWEL im sibirischen Sewersk. Das angelieferte UF6 hat einen natürlichen Anreicherungsgrad von etwa 0,7 % 235U. Es ist schwach radioaktiv, allerdings von seiner Chemie her stark giftig. Mit Wasser, Wasserdampf bzw. Luftfeuchtigkeit reagiert es zu Fluorwasserstoff und Flusssäure, beide sind stark ätzend.
Die Anreicherung kann prinzipiell nach verschiedenen Verfahren durchgeführt werden (u. a. dem Gasdiffusions-, Gaszentrifugen- oder Trenndüsenverfahren). In der Anlage in Gronau erfolgt sie mit gasförmigem Uranhexafluorid in Zentrifugen-Kaskaden, die von der zum Urenco-Konzern gehörigen Enrichment Technology Company (ETC) in Jülich hergestellt werden. Die Anreicherungsgrade der Anlage betragen dabei 3 bis 5 % 235U, bei der UTA-2 sogar bis zu 6 %. In einer zusammen mit der UTA-2 errichteten Mischanlage ist die individuelle Einstellung des Anreicherungsgrades gemäß der Abnehmerspezifikationen möglich. Der 235U-Gehalt des abgereicherten Urans beträgt etwa 0,3 %, somit wird in der Anlage etwa die Hälfte des natürlichen 235U-Gehalts entnommen. Pro Tonne angereicherten Urans fällt bei diesem Prozess zurzeit etwa siebenmal soviel abgereichertes wie angereichertes Uran an.

### Ablauf der Urananreicherung
Ausgangsstoff ist das in Transportbehältern angelieferte UF6 in fester Form. Die Zuleitung erfolgt bei der UTA-1 durch Erhitzen der Transportbehälter in Autoklaven auf 70 °C, in der UTA-2 durch Sublimation bei 500 Millibar aus der festen Phase. Es wird gasförmig in einen evakuierten, mit hoher Geschwindigkeit umlaufenden Rotor eingespeist. Durch Zentrifugalkräfte werden die schweren Isotope nach außen an die Wandung des Rotors gedrückt, während sich die leichteren Isotope in Achsnähe des Rotors ansammeln. Diese Entmischung wird durch einen thermisch angeregten Gegenstrom verstärkt.
Die einzelnen Trennzentrifugen sind zur Wiederholung der Trennung in Serie und zur Erhöhung des Durchsatzes parallel zu Kaskaden zusammengeschaltet. Nach Erreichen der gewünschten 235U-Anreicherung kann das angereicherte UF6 aus der Kaskade abgezogen werden. Dazu wird an den beiden Ausgängen der Zentrifugen-Kaskaden das gasförmige Uranhexafluorid in Desublimatoren geleitet, die auf −70 °C abgekühlt wurden. Danach werden die Desublimatoren aufgeheizt und das Uranhexafluorid wird in auf etwa 5 °C gekühlte Behälter geleitet, wodurch das Uranhexafluorid an den Behälterwänden resublimiert und damit wieder in fester Form vorliegt.

### Infrastruktur und Auswirkungen auf die Umwelt
Zu den eigentlichen Verfahrensschritten der Anreicherung gehören Reinigungs- und Dekontaminationsverfahren, die Aufbereitung und Reinigung von Abwässern, die Behandlung und Aufbewahrung von festen Abfällen, die Lagerung von Betriebs- und Hilfsstoffen, die Bereitstellung, gegebenenfalls Erzeugung von Hilfsmedien sowie aktive und inaktive Werkstätten.
Auf dem Gelände lagern sowohl Produkte („Product“) in verschiedenen Anreicherungsstufen und Verbindungen (z. B. zur Anreicherung vorgesehenes „Feed“), als auch deren Abfallprodukte („Tails“).
- Feed-Lager: Freilager 8.200 m², 825 Stellplätze, Lagerkapazität für 10.000 t UF6
- Product-Lager (PL-2, Lagerung von angereichertem UF6): 1.250 t UF6 mit maximal 6 % Anreicherungsgrad Uran235
- UF6-Tails-Lager (abgereichertes UF6): Freilager 31.300 m², Lagerkapazität von 38.100 t UF6
- Uranoxidlager: Kapazität 58.962 t Triuranoctoxid U3O8, Genehmigung der Halle Februar 2005, 2014 fertiggestellt, Inbetriebnahme auf 2024 verschoben
- Pufferlager (Teilbereich des Product-Lagers): Aufbewahrung von Rohabfällen und Zwischenprodukten bis zur Konditionierung und Bereitstellung konditionierter Abfälle für die Zwischenlagerung
- Abfalllager (Teilbereich des Product-Lagers): ca. 220 m² für max. 40 Container mit einem max. Volumen von 563,5 m³ und einer max. Gesamtaktivität von 3,0 × 1011 Bq

Jährlich entstehen rund 6.000 bis 7.000 t abgereichertes Uranhexafluorid. 2018 waren es nach Auskunft der Landesregierung Nordrhein-Westfalen 7.085 t, 2020 rund 6.230 t.
Genehmigt ist die Lagerung von insgesamt 10.000 t Feed, 1.250 t Product (bis 6 % Anreicherung) und 97.062 t Tails sowie der Umgang mit 7.285 t Feed, 1.327 t Product und 76.514 t Tails. Mitte 2021 lagerten rund 20.000 t Uran in unterschiedlichen Verarbeitungsformen am Standort, zum Teil unter freiem Himmel.
Die Freisetzung radioaktiver Stoffe (α-Aktivität) in die Umwelt betrug in den Jahren 2005, 2015 und 2016 jeweils
- mit dem Abwasser: 2,7 × 103 / 3,9 × 103 / 5,9 × 103 Bq
- mit der Abluft; 2,9 × 104 / 3,2 × 104 / 2,9 × 104 Bq

Im Jahr 2015 betrug die jährliche Strahlenexposition durch die Direktstrahlung (γ-Ortsdosis) bis zu 0,93 mSv und 2016 bis zu 0,96 mSv (jeweils höchster gemessener Wert des Betreibers am Anlagenzaun einschließlich des natürlichen Untergrunds).
Die elektrische Leistungsaufnahme aus dem 110-kV-Netz wurde 2002 für die Gesamtanlage auf bis zu 18 MW ausgelegt. Der Stromverbrauch wurde für das Jahr 2020 mit „weniger als 112 GWh“ angegeben und damit „so wenig Strom wie noch nie, seit dem im Jahr 2012 die UTA-2 vollständig in Betrieb ist“.
In der „Zusammenfassenden Darstellung der Umweltauswirkungen für die Umweltverträglichkeitsprüfung zum beantragten Endausbau“, enthalten im Genehmigungsbescheid Nr. 7/6 UAG vom 14. Februar 2005 des Ministeriums für Verkehr, Energie und Landesplanung des Landes Nordrhein-Westfalen, nennt das Öko-Institut e. V. Darmstadt als jährliche Mengen radioaktiver Abfälle:
- brennbare Mischabfälle einschließlich Luftfilterelemente: 125 m3
- Strahlmittel: 3.500 kg
- Schrott: 5 m3
- Aktivkohle aus dem Luftfiltersystem: 10,2 m3
- Aktivkohle aus Sorptionsfallen: 750 kg
- Verfestigtes Konzentrat aus Abwassersammlung: 31 m3
- Aktivtonerde: 5.000 kg

## Transport und Materialfluss

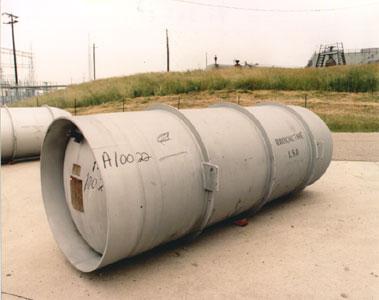
UF_{6}-Tank

An- und Abtransport des Uranhexafluorids erfolgt in Stahl-Druckbehältern, die den Normen ANSI N14.1 oder ISO 7195 entsprechen müssen. Gebräuchlich sind vor allem Stahltanks der Typen 48″F oder 48″Y (sprich: 48 Zoll Ypsilon); das Eigengewicht dieser Behälter beträgt 2,5 Tonnen, das Fassungsvermögen 12,5 Tonnen Uranhexafluorid, die Behälter sind 3,8 Meter lang, haben einen Durchmesser von ca. 122 cm und eine Wandstärke von 16 Millimetern. Diese Behälter entsprechen knapp den Empfehlungen der internationalen Atomenergieorganisation IAEO, nach denen bei einem Brand mit der Entwicklung von 800 °C über 30 Minuten sehr wenig Material austreten darf. Die Behälter werden trotz der bekanntermaßen großen Korrosivität von UF6 nur alle fünf Jahre auf ihre Dichtigkeit überprüft. Gemäß Betriebssicherheitsverordnung gelten sie als Druckbehälter.
Der Transport erfolgt per LKW und Schiene, die Urananreicherungsanlage Gronau ist dazu an das Gleisnetz der Deutschen Bahn angeschlossen. Der Bahntransport erfolgt durch die Daher Nuclear Technologies, eine ehemalige Tochter der Deutschen Bahn, die im April 2007 an die französische Daher SA verkauft wurde. Uranhexafluorid-Bahntransporte aus dem französischen Pierrelatte deuten auf die Comurhex-Urankonversionsanlagen der französischen Nuklearanlage Tricastin als Uranhexafluorid-Lieferanten hin, wo UF4 aus Natururan zu UF6 fluoriert wird. Der Transport auf dem Gelände erfolgt in niedriger Höhe, so dass bei einem Unfall möglichst geringe Beschädigungen der Transportbehälter zu befürchten sind.
Insgesamt rechnete Urenco 2002 anlässlich der Anlagenerweiterung mit bis zu 2.770 LKW-Transporten pro Jahr (wenn sämtliche Transporte über die Straße abgewickelt werden), bzw. 840 Bahnwaggons pro Jahr (sollten alle Transporte über Schiene abgewickelt werden). Von 2021 bis 2023 erreichten laut nordrhein-westfälischer Landesregierung insgesamt 63 genehmigungspflichtige Straßentransporte die Anlage. Urenco selbst führt für 2020 „Feed“-Anlieferungen durch 488 Lkw-Transporte und Auslieferungen durch 2 Lkw-Transporte auf. „Product“ wurde durch 83 Lkw-Transporte ausgeliefert, „Tails“ durch 10 Bahn- und 180 Lkw-Transporte.
97 % des hier angereicherten Urans werden via Straßentransport zur Weiterverarbeitung ins Ausland verbracht. Zur weiteren Verwendung in Druck- und Siedewasserreaktoren in Deutschland wird hier angereichertes Uranhexafluorid zur Brennelementfertigungsanlage Lingen von Advanced Nuclear Fuels im Niedersächsischen Lingen transportiert, um dort erst zu Urandioxid und schließlich zu Brennelementen weiterverarbeitet zu werden. Für seinen Transport werden etwas kleinere Behälter als beim Uranhexafluorid benutzt, mit einem Inhalt von je 2,2 Tonnen.
Abgereichertes Uranhexafluorid wird unter anderem nach Russland, Frankreich, Großbritannien und Schweden geliefert. Es wird vom Bundesumweltministerium nicht als radioaktiver Abfall, sondern als Vorstufe zu neuem Kernbrennstoff angesehen, also als Rohstoff. Für seinen Transport und seine Lagerung werden die gleichen Behälter benutzt wie für das Ausgangsmaterial Uranhexafluorid.
Von 1996 bis 2008 wurden über 27.300 t abgereichertes Uran in Form von UF6 als „Wertstoff“ nach Russland transportiert. Nach Medienberichten über rostige Behälter mit Uranhexafluorid in Russland und dem Auslaufen eines Vertrags zur Wiederanreicherung von abgereichertem Uran wurde abgereichertes und zur langfristigen Einlagerung bestimmtes Uranhexafluorid in einer französischen Dekonversionsanlage in das chemisch stabilere und weniger giftige Uranoxid umgewandelt, um es danach nach Gronau zurückzubringen. Ende Juli 2019 wurde erstmals wieder eine Lieferung von 600 Tonnen Uranhexafluorid mit Ziel Russland vom Ministerium für Wirtschaft, Innovation, Digitalisierung und Energie des Landes Nordrhein-Westfalen bestätigt, bereits im Mai 2019 hatten jedoch die ersten sechs Transportzüge mit insgesamt knapp 3.600 Tonnen Uranhexafluorid schon eine Anlage bei Jekaterinburg erreicht. Mitte November 2019 wurde ein Sonderzug mit 12 Waggons von Demonstranten mit einer Blockadeaktion einige Stunden aufgehalten und von mehreren Aktionen von Gronau bis zum Bestimmungsort in Russland begleitet. Insgesamt sollen 12.000 Tonnen abgereichertes Uranhexafluorid bis zum Jahr 2022 exportiert werden, wovon nur ein kleiner Teil in der dortigen Fabrik wieder nutzbar gemacht werden soll und der größte Teil zur „dauerhaften Lagerung“ in Russland verbleiben soll.
Die in der Anlage in Gronau selbst entstandenen und dort konditionierten Abfälle werden im Abfalllager Gorleben oder im Zwischenlager für radioaktive Abfälle in einem Gebäude der Anlage solange gelagert, bis ein Endlager zur Verfügung steht.

## Störfallvorsorge, eingetretene Störfälle und meldepflichtige Ereignisse

### Vorsorgeplanung
Nach Vorgaben der Strahlenschutzverordnung und der Störfallverordnung verteilt Urenco als Betreiber seit 1995 die Broschüre „Information der Öffentlichkeit nach der Strahlenschutzverordnung und der Störfallverordnung“ per Postwurfsendung an alle Haushalte in einem gewissen Umkreis der Urananreicherungsanlage (Gronau, Epe, Teile der niederländischen Gemeinde Losser). Inhaltlich wird auf Störfälle und mögliche Risiken eingegangen, wie deren Auswirkungen begrenzt werden, und wie Anwohner im Falle eines Alarms reagieren sollten.
In der Kreisverwaltung Borken und für die Feuerwehr Gronau existieren nach Angabe der Urenco ein „Sonderschutzplan ‚Urananreicherungsanlage Gronau‘“ sowie die Objekteinsatzpläne für die bei einem Störfall erforderlichen Maßnahmen (u. a. Brandbekämpfung, Sperrung bestimmter Verkehrswege oder Gebiete, Warnung bzw. Information der Bevölkerung). Alarmierung, fortlaufende Unterrichtung samt Verhaltenshinweisen für die betroffene Bevölkerung und die Entwarnung erfolgen durch die Behörden über Rundfunk- und Lautsprecherdurchsagen, Sirenen und die Warn-App NINA.
Von den verschiedenen untersuchten Unfallmöglichkeiten führt der Absturz eines schnell fliegenden Militärflugzeuges in die Behälterhalle oder auf die Umfüllanlage zu den größten Schäden. Wegen der äußerst geringen Eintrittswahrscheinlichkeit wurde ein solcher Absturz jedoch dem Restrisiko zugeordnet, gegen das keine baulichen oder sonstigen technischen Schutzmaßnahmen getroffen wurden.
Bei dem angenommenen schwersten innerbetrieblichen Störfall mit UF6-Freisetzungen durch Bruch einer Tails-Ausspeiseleitung bzw. den Absturz eines UF6-Behälters im Freien wird erst in ca. 10 km bzw. 6 km Entfernung von der Anlage der MIK-Wert unterschritten, bei dem keine Schäden bei Menschen, Tieren und Pflanzen auftreten.

### Störfälle und meldepflichtige Ereignisse
Bis Ende 2023 kam es in der Anlage zu 44 meldepflichtigen Ereignissen. Die meisten Ereignisse wurden auf der Internationalen Bewertungsskala für nukleare Ereignisse (INES) mit Stufe 0 eingestuft.
| Datum      | Ereignisse aus den Jahresberichten 1999–2021                                                          |
| ---------- | --- |
| 04.04.1999 | Anomaler Druckverlauf beim Aufheizen eines UF6-Behälters im Homogenisierungsautoklaven                |
| 17.11.1999 | Anomaler Druckverlauf beim Aufheizen eines UF6-Behälters in einem Mischautoklaven                     |
| 06.12.2000 | Ausfall der Druckansteuerung zum automatischen Start einer der beiden Redundanzen der Sprühflutanlage |
| 02.01.2001 | Absturz eines leeren 30"-B-Behälters (UF6)                                                            |
| 30.05.2001 | Versagen der Fernauslösung von Brandschutzklappen bei Wiederkehrender Prüfung                         |
| 16.01.2002 | Versagen der Fernauslösung von Brandschutzklappen bei Wiederkehrender Prüfung                         |
| 08.03.2002 | Versagen der Schmelzlotauslösung einer Brandschutzklappe bei Wiederkehrender Prüfung                  |
| 20.03.2004 | Ausfall der Lüftungssysteme im UTA-Gebäude                                                            |
| 25.07.2006 | Leckage in der Behälterdekontamination mit Kontamination der Bodenwanne durch uranhaltige Lösung      |
| 17.10.2006 | Überschreiten der zulässigen Menge des verflüssigten UF6                                              |
| 17.07.2009 | Unzulässige Beaufschlagung von neu errichteten Druckluftspeichern                                     |
| 31.08.2009 | Entleerung eines UF6-Behälters mit nicht zulässiger Überwurfmutter                                    |
| 12.11.2009 | Ausführung von Schweißarbeiten abweichend von Ausführungsunterlagen                                   |
| 21.01.2010 | Freisetzung von Uranhexafluorid in den Raum der Behältervorbereitung                                  |
| 12.10.2010 | Ausfall einer Fahrwegsbegrenzung am Portalkran Feed-Lager                                             |
| 05.01.2011 | Nichtverfügbarkeit eines Notstromdieselaggregates bei Wiederkehrender Prüfung                         |
| 20.06.2011 | Herausfallen eines gefüllten 48″Y-Tails-Behälters aus dem Greifer eines Transportfahrzeuges           |
| 23.07.2011 | Automatische Auslösung der Störfalllüftung im Gebäude UTA-1                                           |
| 07.06.2012 | Schwelbrand im Schaltschrank der USV-Anlage                                                           |
| 11.03.2013 | Überfüllung eines 48″Y-Tails-Behälters                                                                |
| 07.08.2013 | Automatische Auslösung einer Störfalllüftung                                                          |
| 31.10.2013 | Ausfall des Absaugsystems GAN im TI-1-Gebäude                                                         |
| 21.03.2014 | Herausfallen eines leeren 48″Y-Behälters aus dem Lastgreifer eines Gabelstaplers                      |
| 08.10.2014 | Beschädigung eines Brandschutztores in der UTA-2 beim Transport eines 48″Y-Behälters                  |
| 17.01.2015 | Ausfall einer USV-Anlage im Gebäude UTA-1                                                             |
| 17.09.2015 | Anforderung der Störfalllüftung bei Reparaturarbeiten in der UTA-1                                    |
| 02.02.2016 | Anomaler Betrieb der Störfalllüftung A00GAM bei Wiederkehrender Prüfung im Gebäude UTA-1              |
| 20.09.2017 | Falsche Laufrichtung einer Förderpumpe der Emissionsüberwachung                                       |
| 16.02.2018 | Fehlerhafte Auslösung von Brandschutzklappen bei Wiederkehrender Prüfung                              |
| 22.07.2018 | 26-stündige Nichtverfügbarkeit eines Emissionsüberwachungsgeräts (defekte CPU eines Monitors)         |
| 07.05.2019 | Ausfall eines Notstromdieselaggregats bei Wiederkehrender Prüfung in UTA-1                            |
| 21.05.2019 | Fehlerhafte Ansteuerung von Brandschutzklappen bei Wiederkehrender Prüfung in UTA-2                   |
| 09.12.2019 | Zusammenstoß eines gefüllten Transportbehälters mit einem Hallentor                                   |
| 19.08.2020 | Ausfall des Luft-Absaugsystems GAN im Gebäude UTA-1, das evtl. kontaminierte Abluft filtern soll      |
| 03.08.2021 | Abschaltung Lüftungsanlage GAB08 (Unterdruckhaltung in der Behälterhalle) und GAN (Trennanlage)       |

Am 25. Juli 2006 liefen beim Umpumpen von urankontaminiertem Transportbehälter-Spülwasser etwa 15 Liter der Flüssigkeit aus; sie wurden in einer Wanne aufgefangen. Etwa drei Quadratmeter der Wanne wurden kontaminiert und mussten gereinigt werden. Dieser Zwischenfall wurde als Störung der INES-Stufe 1 mit Meldekategorie N eingestuft.
Am 21. Januar 2010 öffnete ein Mitarbeiter einen vermeintlich leeren Transportbehälter. Uranhexafluorid trat aus und kontaminierte den Mitarbeiter am Arm, an den Beinen und an den Füßen.
Der Mitarbeiter wurde in die Universitätsklinik Münster gebracht, da sich die zuvor angesteuerten Krankenhäuser in Gronau und Ochtrup als überfordert herausstellten. Von dort erfolgte schließlich eine weitere Verlegung nach Jülich zu einer Außenstelle des Uni-Klinikums Düsseldorf. Laut dem Betreiber wurde keine Strahlung nach außen freigesetzt. Die Störfalllüftung für den betroffenen Bereich leitete die kontaminierte Raumluft über den Fortluftkamin ins Freie, wobei ca. 15–20 % des Wochengrenzwertes für Alpha-Aktivität emittiert wurde. Dieser Zwischenfall wurde als Störung der INES-Stufe 0 mit Meldekategorie E eingestuft.
Am 20. Juni 2011 fiel ein 48″-Behälter mit abgereichertem Uran von einem 25-Tonnen-Gabelstapler während der Fahrt aus der Anlage in Richtung Freilager. Der Gabelstapler bremste; dabei fiel der von einer Transportvorrichtung gehaltene Behälter aus circa 30 Zentimeter Höhe auf den Boden.
Im August 2018 wurden Waffenteile im Spind eines Mitarbeiters entdeckt. Der Mitarbeiter wurde entlassen; er wurde nach staatsanwaltschaftlichen Ermittlungen Anfang 2019 vom Amtsgericht Nordhorn zu einer mehrmonatigen Bewährungsstrafe verurteilt.
Am 9. Dezember 2019 kam es zu einem meldepflichtigen Ereignis: während eines innerbetrieblichen Transports stießen ein sich absenkendes Tor und ein Transportwagen zusammen, der mit einem 48″-Behälter mit abgereichertem Uranhexafluorid beladen war.

## Politik
Das Bundesministerium für Wirtschaft und Technologie betrachtet die Versorgungssicherheit mit Uran als sehr hoch. Nicht zuletzt werde durch die Veredelung von Uran in der Urananreicherungsanlage Gronau und dessen Verarbeitung zu Brennelementen in der Brennelementfertigungsanlage Lingen „quasi einheimische Energie“ erzeugt.
Atomkraftgegner sehen im Weiterbetrieb der Anlage einen Widerspruch zum Beschluss der Bundesregierung, aus der Kernenergie auszusteigen. Am 17. Juni 2011 beantragte die Landesregierung Nordrhein-Westfalens eine Schließung der Anlage, die vom Bundesrat unterstützt, von der Bundesregierung jedoch abgelehnt wurde. Nach einer Anfrage von Abgeordneten des Bundestages lehnte die Bundesregierung im Dezember 2011 eine Schließung erneut ab und verwies auf den Vertrag von Almelo, die Beschlüsse zum Kernenergieausstieg, bei denen die Urananreicherung ausgeklammert wurde, sowie unbefristete Betriebsgenehmigungen.
Seit 1986 veranstaltet eine Bürgerinitiative jeden ersten Sonntag im Monat einen sogenannten „Sonntagsspaziergang“, um auf die ihrer Meinung nach vorhandenen Gefahren der Anlage und negativen Folgen der Urananreicherung hinzuweisen. Ab 1998 rückte auch das Thema Urantransporte von und nach Gronau in das Blickfeld und führte 2006 zum Beginn einer gemeinsamen russisch-niederländisch-deutschen Kampagne zum Stopp der „Uranmüllexporte“ von Gronau nach Russland. 2011 fand in Gronau eine Demonstration mit 15.000 Menschen statt. 2016 wurde die UAA 36 Stunden lang blockiert, 2017 ein Uranzug bei Gronau für mehr als 15 Stunden aufgehalten.
2016 wurde bekannt, dass Urenco die Belieferung alter ukrainischer Atomkraftwerke sowjetischer Bauart mit angereichertem Uran übernehmen solle. Die Produktion der Brennelemente übernahm der US-Konzern Westinghouse in der schwedischen Brennelementefabrik in Västeras. Die Zusammenarbeit zwischen Urenco und der Ukraine wurde 2021 nochmal ausgeweitet.
2017 und 2022 berichteten US-Medien, dass Urenco die Belieferung von Reaktoren des US-amerikanischen Staatsunternehmen TVA und seines Kernkraftwerks Watts Bar angeboten habe, das u. a. Tritium für US-Atomsprengköpfe produziert. Die rechtlichen Möglichkeiten dazu hat Urenco bereits 2005 in einem Gutachten klären lassen.
Die Urenco Ltd. forscht seit mindestens 2008 an Standorten außerhalb Deutschlands an modernen Reaktorkonzepten, Uranbatterien und modularen Reaktoren. Im Dezember 2021 wurde öffentlich, dass auch am deutschen Standort in Zukunft daran geforscht werden solle. In einem WDR-Bericht vom 9. Januar 2022 wurde diese Aussage jedoch bereits wieder relativiert und klargestellt, „dass die Forschungsabteilung in Gronau sich auch künftig ausschließlich mit der Brennstoffentwicklung beschäftige.“ Die Landesregierung NRW erklärte auf Anfrage dazu, dass Urenco am deutschen Standort keine Genehmigung nach §7 Atomgesetz für die praktische Erforschung von Anlagen zur Spaltung von Kernbrennstoffen besitzt, dass eine solche Forschung von der Betriebsgenehmigung nicht abgedeckt sei und auch keine Genehmigungsanträge vorlägen. Im März 2023 erklärte Urenco, sich vollständig aus der Forschung für den Uran-Battery-Reaktor zurückzuziehen, da keine Investoren dafür zu finden seien. Die bisherigen Forschungsergebnisse sollen an das staatliche britische National Nuclear Laboratory weitergegeben werden.